# Ali Ben Ghedhahem
Ali Ben Ghedhahem ou Ali Ben Ghdahem (arabe : علي بن غذاهم), de son nom complet Ali Ben Mohamed Ghedhahem El Mejri, né en 1814 à Sbeïtla et empoisonné le 10 octobre 1867 à La Goulette, est un chef tribal et révolutionnaire tunisien.
Il devient un opposant de la dynastie husseinite en menant une révolte en 1864 contre le pouvoir beylical, ce qui lui vaut le titre honorifique de Bey el Oumma (« bey du peuple »).

## Biographie
Il naît en 1814 à Sbeïtla, résidence du caïd des Fraichiches et Madjers réunis. Son père, Mohamed Ben Ghedhahem, cadi de la tribu des Madjers, est empoisonné par le caïd du Kef, El Arbi El Baccouche Essehili. Ali jure alors de le venger et finit par tuer le caïd de ses propres mains quelques années plus tard, lors de la révolution des tribus.
Devenu chef de la tribu des Madjers, dans la région de Kasserine, il est un opposant de la dynastie husseinite en devenant l'une des figures emblématiques de la révolte menée en 1864 contre le pouvoir beylical, à la suite du dédoublement des impôts (mejba) imposé en 1858 par la politique financière instaurée par le ministre Mustapha Khaznadar. Ceci lui vaut le titre honorifique de Bey el Oumma (« bey du peuple »),,,.
Alors que les soldats du bey s'en prennent à toutes les tribus, Ali Ben Ghedhahem ordonne la désobéissance fiscale et se voit contraint de se réfugier dans les montagnes près des djebels Oueslatia et Bargou et d'organiser la résistance ; d'autres tribus se rallient à son mouvement dont les Ouled Ayar de la région de Makthar, les Jlass et les Ousseltia de la région de Kairouan, les Hamama de la région de Sidi Bouzid et les Fraichiches de la région de Thala et Kasserine.
En avril 1864, Ben Ghedhahem et ses alliés déclarent la révolution, mouvement qui gagne les trois-quarts de la population, n'épargnant que la capitale Tunis et la région du cap Bon. Toutefois, grâce à des « manœuvres de ruse, de perfidie, de convoitise et de promesses », les alliances tribales finissent par se rompre. Selon l'historienne Sophie Bessis, Ali Ben Ghedhahem « est déconsidéré depuis qu'il a reçu un important domaine en récompense de son abandon de la lutte armée et que des membres de sa famille ont eux aussi bénéficié de postes et de prébendes ». Ben Ghedhahem est capturé — ou se rend selon certaines sources — torturé au palais du Bardo puis incarcéré dans le fort de la Karaka de La Goulette jusqu'à sa mort par empoisonnement le 10 octobre 1867.

## Perceptions
L'historien Pierre Grandchamp le décrit comme étant « un homme de petite taille, d'un teint blanc, d'un esprit fin et éclairé, courageux, connaissant bien les affaires du temps, bon cavalier, aimé par toute la tribu des Madjers ainsi que par tous ceux qui l'ont connu à l'époque. Il avait fait ses études à la grande mosquée Ezzeïtouna ». Plus critique, l'historien Ibn Abi Dhiaf, proche du pouvoir beylical, le présente comme « un homme de la population des Oulad Msahil de ceux qui prétendent être homme de science, en vérité il ne l'était pas. Inconnu durant sa vie, il n'avait jamais eu l'occasion d'avoir un quelconque pouvoir politique ».
Malgré les controverses ayant entouré sa vie, Ali Ben Ghedhahem est souvent considéré comme un héros de la résistance populaire tunisienne au XIXe siècle.